# یواس‌اس ان-۱ (اس‌اس-۵۳)
یواس‌اس ان-۱ (اس‌اس-۵۳) (به انگلیسی: USS N-1 (SS-53)) یک زیردریایی بود که طول آن ۱۴۷ فوت ۳ اینچ (۴۴٫۸۸ متر) بود. این زیردریایی در سال ۱۹۱۶ ساخته شد.